# Église Saint-Michel de Charjah
L’église Saint-Michel de Charjah, aux Émirats arabes unis, est une église catholique romaine de la région de Yarmook à Charjah, fondée en 1971. En octobre 2018, l'église est dirigée par le père Varghese Chempoly.

## Histoire
La première église Saint-Michel a été fondée par le père Barnabas en 1971 et n’était à l’origine qu’une petite chapelle proche de la base de l’armée de l’air britannique. En 1973, le père Barnabas l'a transférée dans le mess des officiers britanniques. La cuisine de l'église a été transformée en maison paroissiale.
Les pères Attilio, Edmund, Antonino, Felicio, Godwin et Angelo ont succédé au père Barnabas. La congrégation a augmenté avec l'espace pour accueillir tous les paroissiens.
La nouvelle église a été construite par le père Angelo Fiumicelli et son équipe, sous la supervision de l'évêque Mgr Bernard Gremoli. Elle a été consacrée le 2 octobre 1997 par le cardinal Arinze du Vatican, avec le père Angelo en tant que premier curé de la paroisse.
Quand le père Angelo est rentré en Italie après 18 ans passés dans l’église Saint-Michel et 54 ans dans le vicariat apostolique d'Arabie, l'évêque Mgr Paul Hinder a nommé le père Ani Xavier, curé de la paroisse, le 6 juillet 2007, avec ses co-pasteurs Rodson, le père Antonio, le père Biju et le père Felicio. 35 groupes de prière se réunissent chaque semaine et des messes sont organisées en 8 langues.